# Вид на Овер-сюр-Уаз
Вид на Овер-сюр-Уаз (фр. Paysage d'Auvers-sur-Oise) — пейзаж французского художника Поля Сезанна, с видом на город Овер-сюр-Уаз. Написан около 1879—1880 года. На пейзаже изображена местность с видом Северной Франции; установить точное место не удалось.
Картина была украдена во время празднования нового года. Нынешнее местоположение картины неизвестно.

## Описание
На холсте масляными красками изображён пейзаж под голубым небом с облаками. Внизу по зелёному склону расположены дома, преимущественно белого цвета. Среди них располагаются деревья, некоторые из них имеют желтоватый цвет. На заднем плане возвышается склон с домами среди деревьев и церковный шпиль. Картина 46 см в высоту, 55 см в ширину. Подпись Сезанна сделана красной краской в левом нижнем углу.
Центральное пространство картины — дома на фоне зелёных холмов. Вид строений на переднем плане нарисован со сложными деталями, а на заднем они представляют собой простые прямоугольники и квадраты с характерными цветами, отличающими стены и крыши. Холмы уходят за горизонт и кажутся почти плоскими. Хотя они занимают почти треть полотна, но не приковывают к себе внимание зрителя. Деревья на переднем плане привлекают внимание своим ярким цветом. Высокое дерево, возвышающееся в центре сцены, создаёт впечатление слияния деревьев и холмов. Сезанн использовал зелёную, жёлтую и серую палитру красок. Лютиково-жёлтые тона листьев и мятно-зелёные оттенки травы создают впечатление солнечного дня. Небо представляет собой смесь тёмно-серого тона: художник использовал грязно-голубые и мутно-белые тона. На переднем плане картина ярко освещена, оранжевые и красные крыши добавляют сцене тёплого солнечного света. Несмотря на мирный тон картины, на заднем плане — на горизонте — видны грозовые облака. Сезанн использовал крупные и заметные мазки кисти, в этот период его техника рисования носит характер неотшлифованных мазков кистью, поэтому работы Сезанна часто не допускали на салонные выставки. «Вид на Овер-сюр-Уаз» считается одним из лучших произведений художника в свете понимания того, как Поль Сезанн менял свой стиль на протяжении творческой карьеры.

## История
Считается, что пейзаж был создан между 1873 и 1875 годами во время перемен в карьере Сезанна, в период экспериментирования с цветовой палитрой, предположительно, когда художник гостил у друга — доктора Поля Гаше в 1870-х годах в Северной Франции. Точное местонахождение натуры не установлено.
Картину «Вид на Овер-сюр-Уаз» Сезанн не считал законченным произведением и не выставлял её. После смерти художника картина была продана Полем Гаше арт-дилеру Амбруазу Воллару. Популярная картина передавалась нескольким владельцам, до начала XX века она находилась в коллекции семьи Виктора Шоке; позже хранилась у владельца галереи в Берлине Бруно Кассирера, который купил её у Кунстхауса в Цюрихе. После смерти Кассирера картина находилась у его дочери Софии, а после её смерти была принята в качестве налога на наследство и передана в Музей Эшмола Великобритания, Оксфорд.
В канун Нового 1999/2000 года, во время фейерверка, сопровождавшего празднование окончания тысячелетия, шум праздника был использован как прикрытие для грабежа. Похититель (или похитители) забрался по строительным лесам соседней библиотеки Оксфордского университета, проделал дыру в крыше музея Эшмола, затем спустился в художественную галерею по верёвочной лестнице и вошёл в ту комнату, где висела картина «Пейзаж д’Овер-сюр-Уаз» Сезанна. Она оказалась его единственной целью. Швейцар Оксфордского университета вызвал пожарных, которые констатировали, что возгорания нет, но обнаружили остатки дымовой шашки. Полиция зафиксировала, что произошло ограбление.
Следователи полагают, что грабитель создал дымовую завесу и затруднил работу камер видеонаблюдения. На месте преступления осталась сумка со скальпелем, лентой, перчатками, дымовым баллончиком и небольшим вентилятором, которым воспользовался грабитель, чтобы рассеять по музею дым и скрыть обзор камер замкнутого контура галереи. Менее чем за 10 минут он снял картину Сезанна, поднялся по лестнице и скрылся. Поскольку ничего больше не было украдено, полиция предположила, что ограбление совершено по заказу.
Картина Сезанна оценивается в три миллиона долларов и пока не найдена.